# 1631년 베수비오산 분화
1631년 베수비오산 분화는 1631년 12월 16일 이탈리아 베수비오산이 대분화한 사건을 말한다. 이날, 베수비오산은 300여년 만에 대분화를 일으켰다. 당시 베수비오산 일대의 땅이 부풀어 오르고, 분화 몇달 전에는 작은 지진이 발생하거나 지하수가 바닥나는 등의 전조 현상이 있었다. 분화 직후 남동쪽 측면 쪽으로 용암류가 분출되었던 것으로 추정되나 이에 대한 기록은 없다. 처음에는 분화구에서 수중기와 재가 섞인 화산쇄설류가 나와 빠른 속도로 계곡을 따라 흘러내렸고, 이후 분화구에서 화산재와 부석, 가스 등이 분출되며 격렬한 활동을 보였다. 이 분화로 최소 4,000명이상이 사망했다.